# Ван Дьюзен, Генри Питни
Генри Питни Ван Дьюзен (англ. Henry Pitney Van Dusen; 11 декабря 1897 — 13 февраля 1975) — американский теолог и религиозный деятель. Племянник политика и юриста Мэлона Питни. Был женат на Элизабет Когхилл Бартоломью, дочери британского картографа Джона Джорджа Бартоломью.

## Биография
Окончил Принстонский университет (1919), затем изучал богословие в Новом колледже Эдинбургского университета, впоследствии там же защитил докторскую диссертацию. На протяжении большей части жизни был связан с Объединённой теологической семинарией Нью-Йорка, где преподавал с 1926 г. (с 1936 г. профессор), а в 1945—1963 гг. был её президентом. Одновременно на протяжении 36 лет входил в совет попечителей Принстонского университета. Ван Дьюзен был среди активных участников создания Всемирного совета церквей, активно выступал в поддержку политики Франклина Рузвельта (и, в частности, вступления США во Вторую мировую войну). В 1963 г. вышел в отставку и поселился в Принстоне. В 1970 г. пережил инсульт. Перед лицом постоянно ухудшавшегося здоровья предпринял попытку самоубийства одновременно с женой; жена Ван Дьюзена умерла, сам он выжил и две недели спустя скончался от инфаркта. Генри и Элизабет Ван Дьюзен прожили в браке 44 года и практически никогда не расставались. В предсмертном письме, адресованном «всем друзьям и родным», они написали: «Мы надеемся, что вы поймете наш поступок, даже если некоторые из вас его не одобрят или будут разочарованы».
Ван Дьюзен был активным приверженцем экуменизма и пропагандировал его во время своих поездок в разные страны. На основании впечатлений от этих поездок написана его книга «К исцелению народов: Впечатления о христианстве со всего мира» (англ. For the Healing of the Nations: Impressions of Christianity Around the World; 1940). К числу других известных книг Ван Дьюзена принадлежит биография генерального секретаря ООН Дага Хаммаршельда «Даг Хаммаршельд: государственный деятель и его вера» (англ. Dag Hammarskjöld: The Statesman and His Faith; 1967), в которой Ван Дьюзен сосредотачивается на внутренней жизни политика, рисуя, с привлечением материала его посмертно опубликованных дневниковых записей, портрет Хаммаршельда как самоуглублённой, рефлексирующей, обращённой к Богу личности.